# Marosnémeti

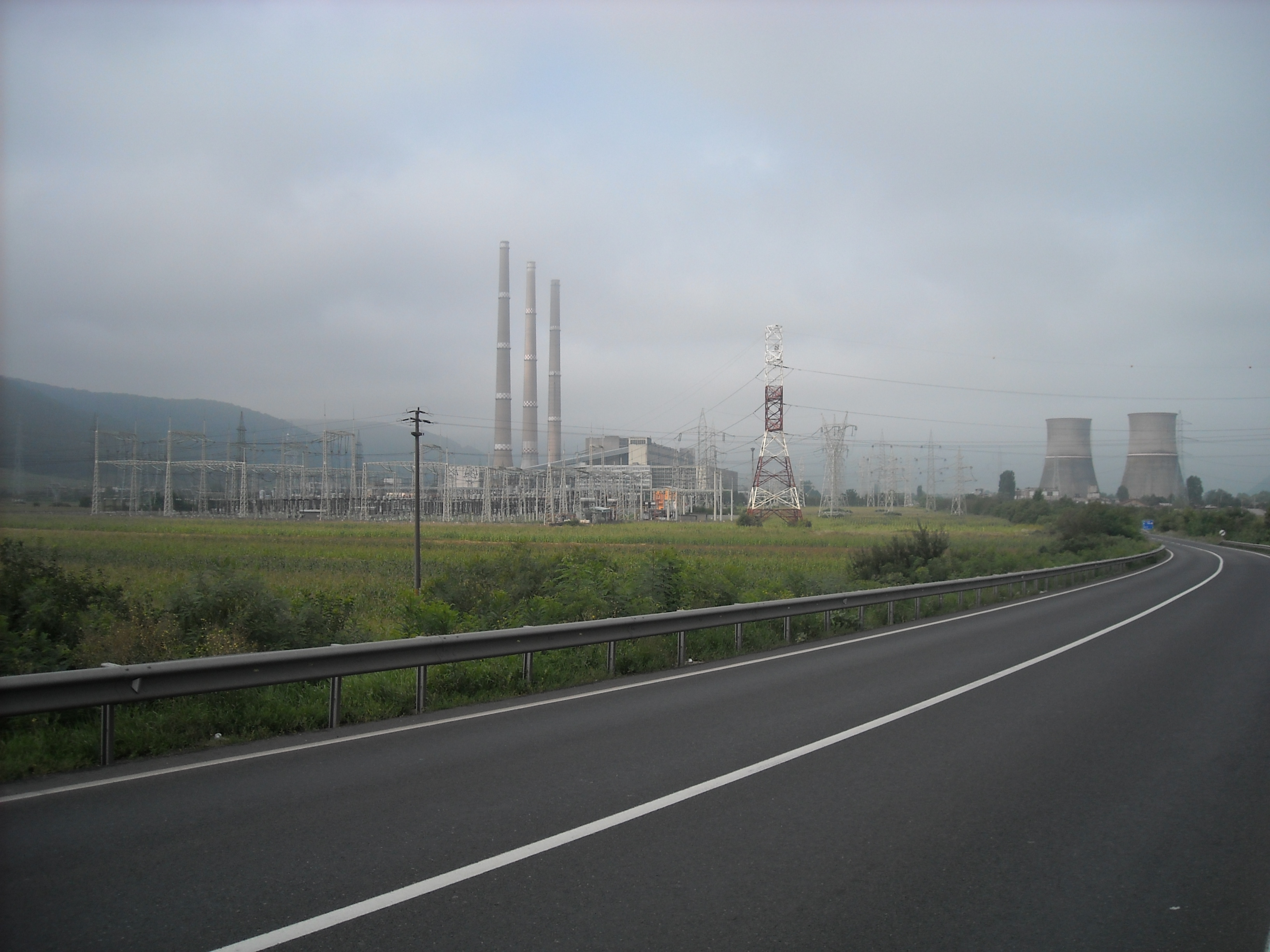
A hőerőmű

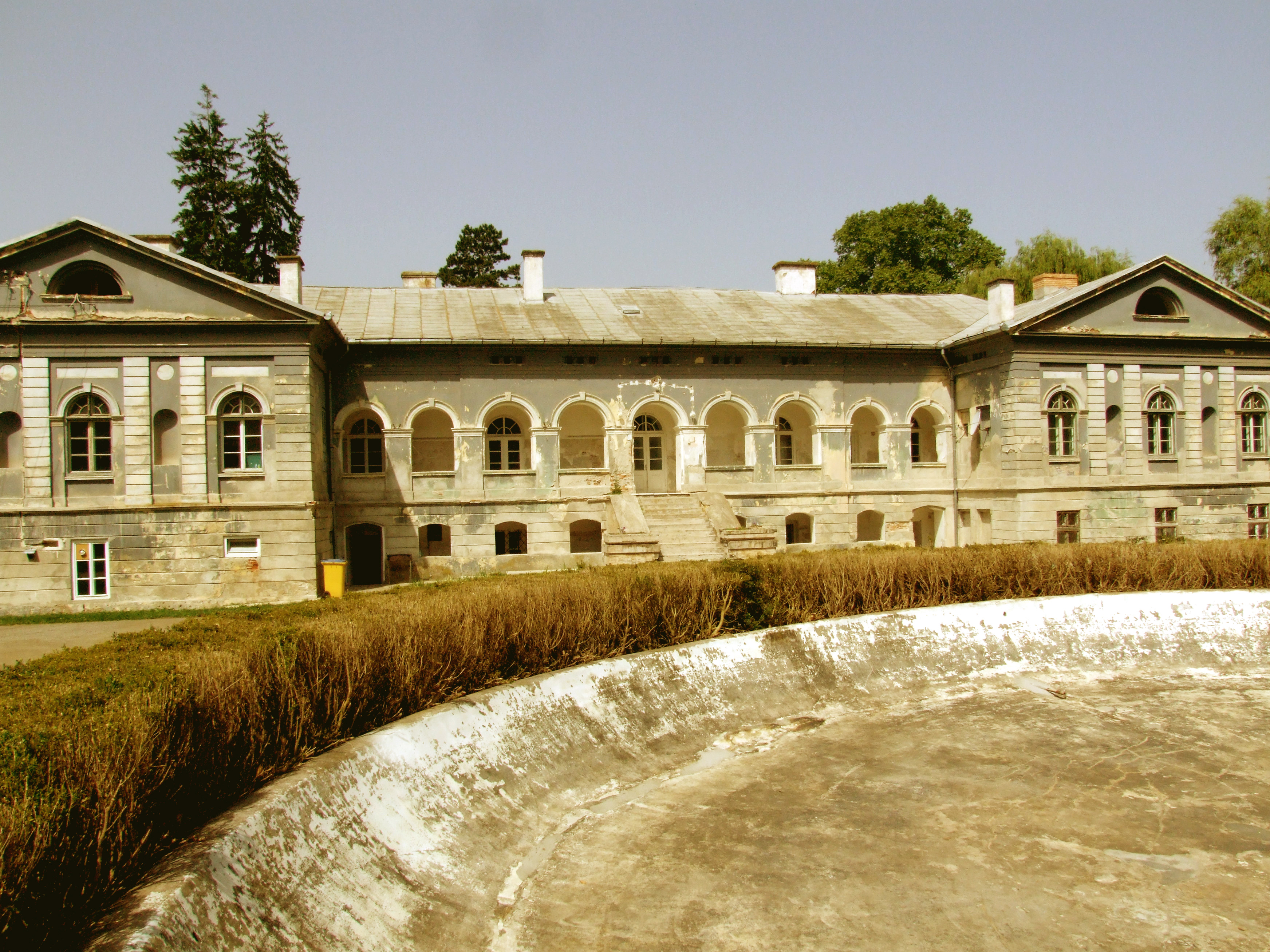
A kastély

Marosnémeti (románul: Mintia, németül: Bayersdorf) falu Romániában, Hunyad megyében.

## Fekvése
Dévától 6 km-re északnyugatra, a Maros bal partján, a forgalmas E68-as főút mellett fekszik.

## Története
A hőerőmű mellett, a Maros partján állt a Micia táborhoz kapcsolódó polgári település, egy kisebb castrummal. Nevéből következtethetünk rá, hogy a falut a középkorban német telepesek alapíthatták. 1330-ban Nempty, 1389-ben Nymiti, 1425-ben Nemethy, 1506-ban pedig Nemethfalvwa néven említik. Német lakosságát később magyarok váltották fel, vagy pedig elmagyarosodott. A reformáció korában református egyháza alakult, amely 1766-ban, Lesnyek filiával együtt 52 férfit és 49 asszonyt számlált. A 17–19. században a római katolikus Gyulay család birtokolta, amely előneveként is a falu nevét választotta. Román lakóinak jelentős jövedelemforrása volt a marosi tutajozás. 1784-ben a parasztok feldúlták a Gyulay-, Pogány- és Nádudvari-udvarokat és megölték a református papot. 1966–69-ben itt építették fel Románia harmadik legnagyobb hőerőművét. Egykori református családai elköltöztek, asszimilálódtak vagy kihaltak, mai magyar lakossága zömében római katolikus és a hőerőmű építése után költözött ide. A Dévai Szent Ferenc Alapítvány 1994-ben cigányóvodát létesített a településen.
1900-ban 411 lakosából 363 volt román, 34 magyar és 14 német anyanyelvű; 237 görögkatolikus, 126 ortodox, 24 református, 14 zsidó és 10 római katolikus vallású.
2002-ben 948 lakosából 773 volt román, 91 magyar és 82 cigány nemzetiségű; 782 ortodox, 69 római katolikus, 45 baptista, 28 református és 15 görögkatolikus vallású.

## Látnivalók
- Az egykori Gyulay-kastély 1641-ben épült, Gyulay Lajos 1834-ben klasszicista stílusban átalakította. 1784-ben és 1848–49-ben a felkelők feldúlták. Állami gazdaság működött benne, ma is jó állapotban áll egy öthektáros park közepén. Örököse, Petrichevich-Horváth-Tholdy Péter 2007-ben visszakapta.
- A temetőben áll használaton kívüli református temploma. Román kori, a 16. és a 18. században átalakították. Kerített volt, padlózatába és falaiba római köveket és téglákat építettek, szentélyében a Gyulay és a Haller családok címere látható.
- A hőerőmű tövében fekszenek az egykori Micia római tábor maradványai. Korábban Vecel külterületéhez tartozott, ezért a szakirodalom Vecelhez köti.

## Híres emberek
- A kastélyban élt Gyulay Lajos, a magyar irodalomtörténet leghosszabb és egyik legérdekesebb magánnaplójának szerzője. Hatvan kötetes naplójából 1875-ben és 2004-ben jelent meg válogatás. A kolozsvári egyetemi könyvtár a teljes naplót digitalizálta.[2] Ugyanő a kastély parkjában korának leggazdagabb lapidáriumát gyűjtötte össze a Micia tábor területén talált kövekből és jelentős képgyűjteményt a kastélyban.
- 1819-ben itt élt Gyulay nevelője, Döbrentei Gábor.
- A kastély vendége volt 1816-ban Kazinczy Ferenc.
- A kastélyban élt gr. Kuun Géza orientalista nyelvész, vallástörténész, aki gazdag levéltárat és könyvtárat állított itt össze.
- Itt született Fekete László, az 1910-es évek vezető erdélyi filmoperatőre.

## Gazdaság
- Hőerőmű
- Baromfifarm[3]

## Képek

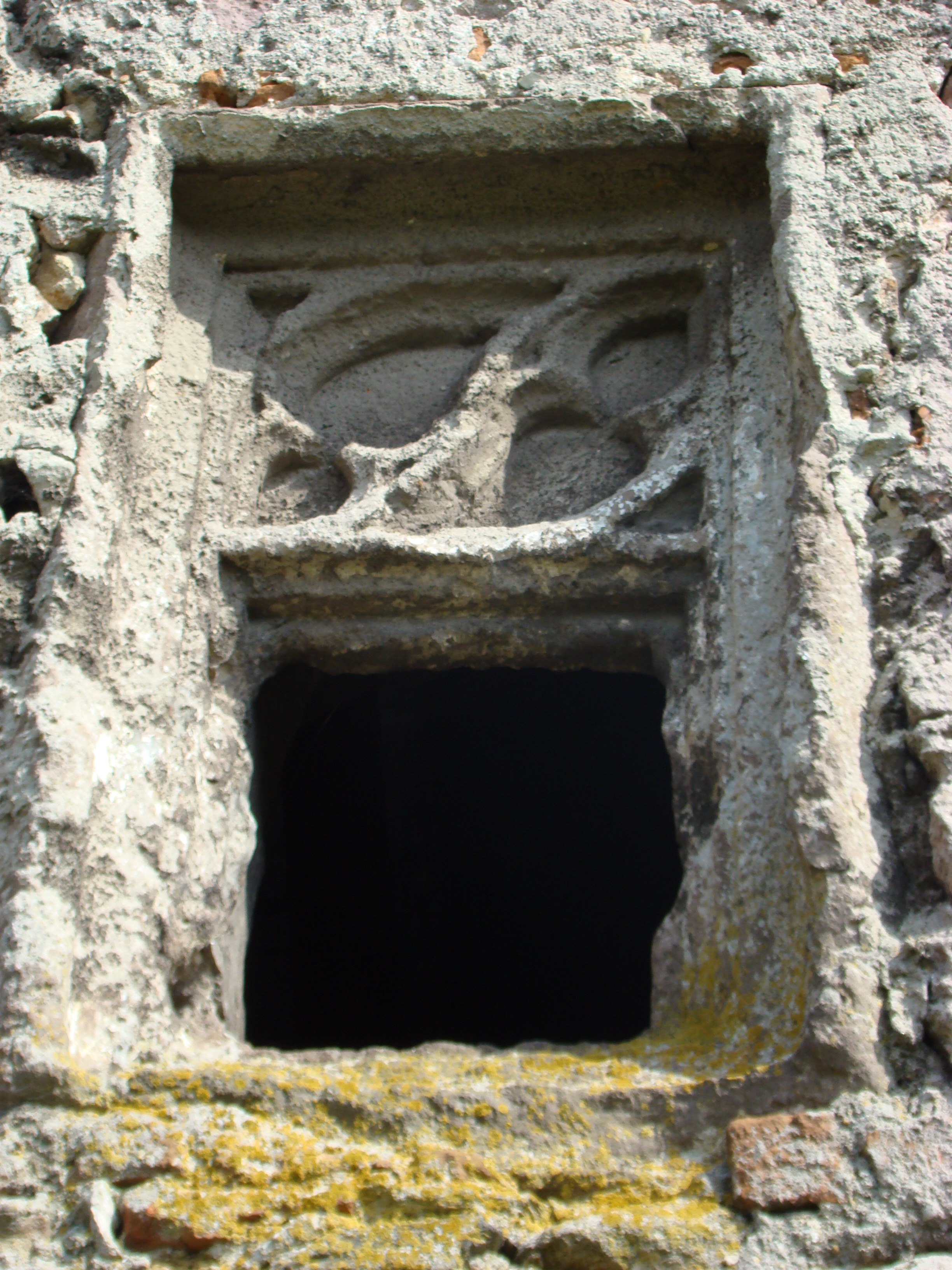
A református templom ablaka
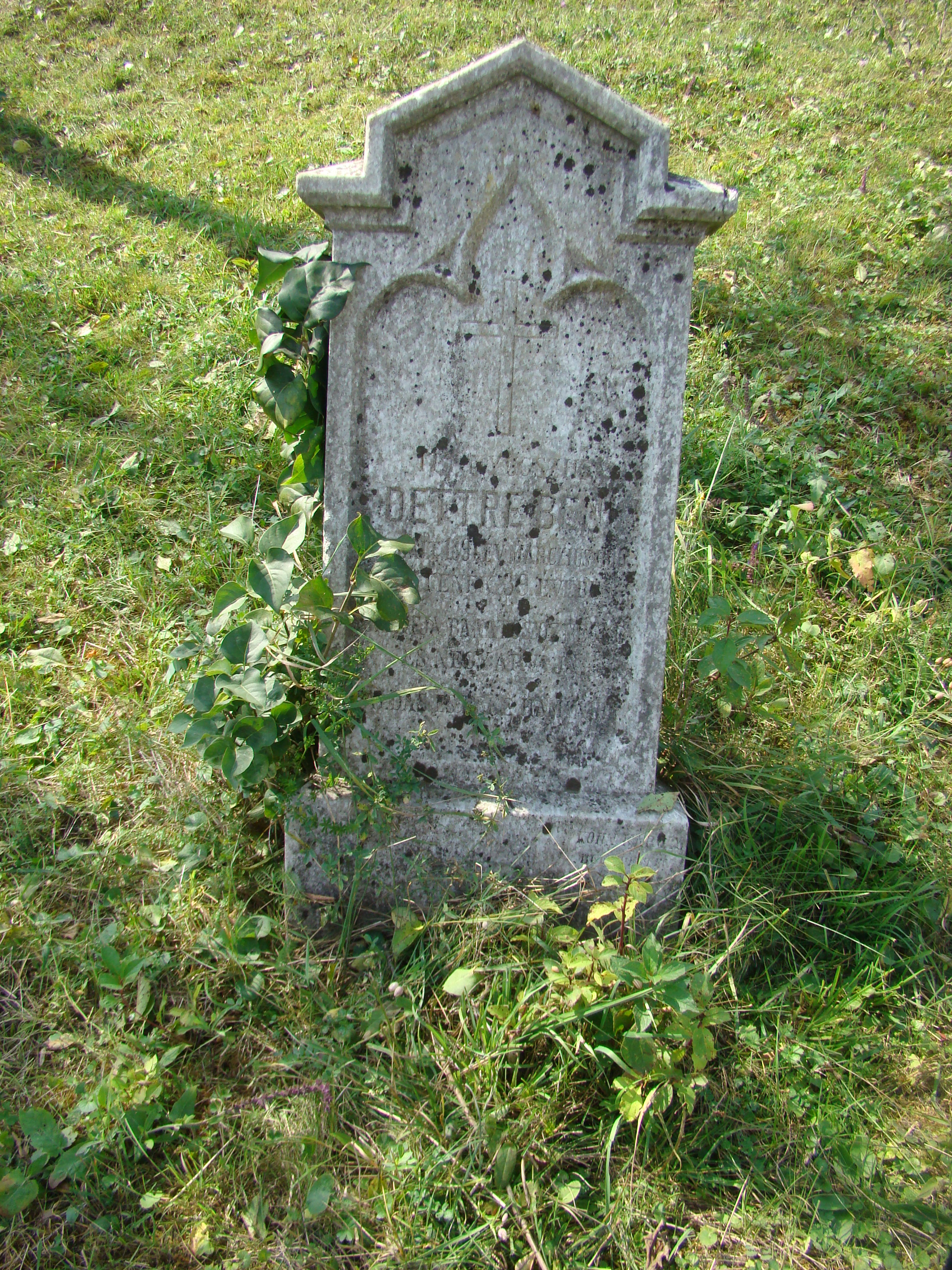
Sírkő a református cinteremben
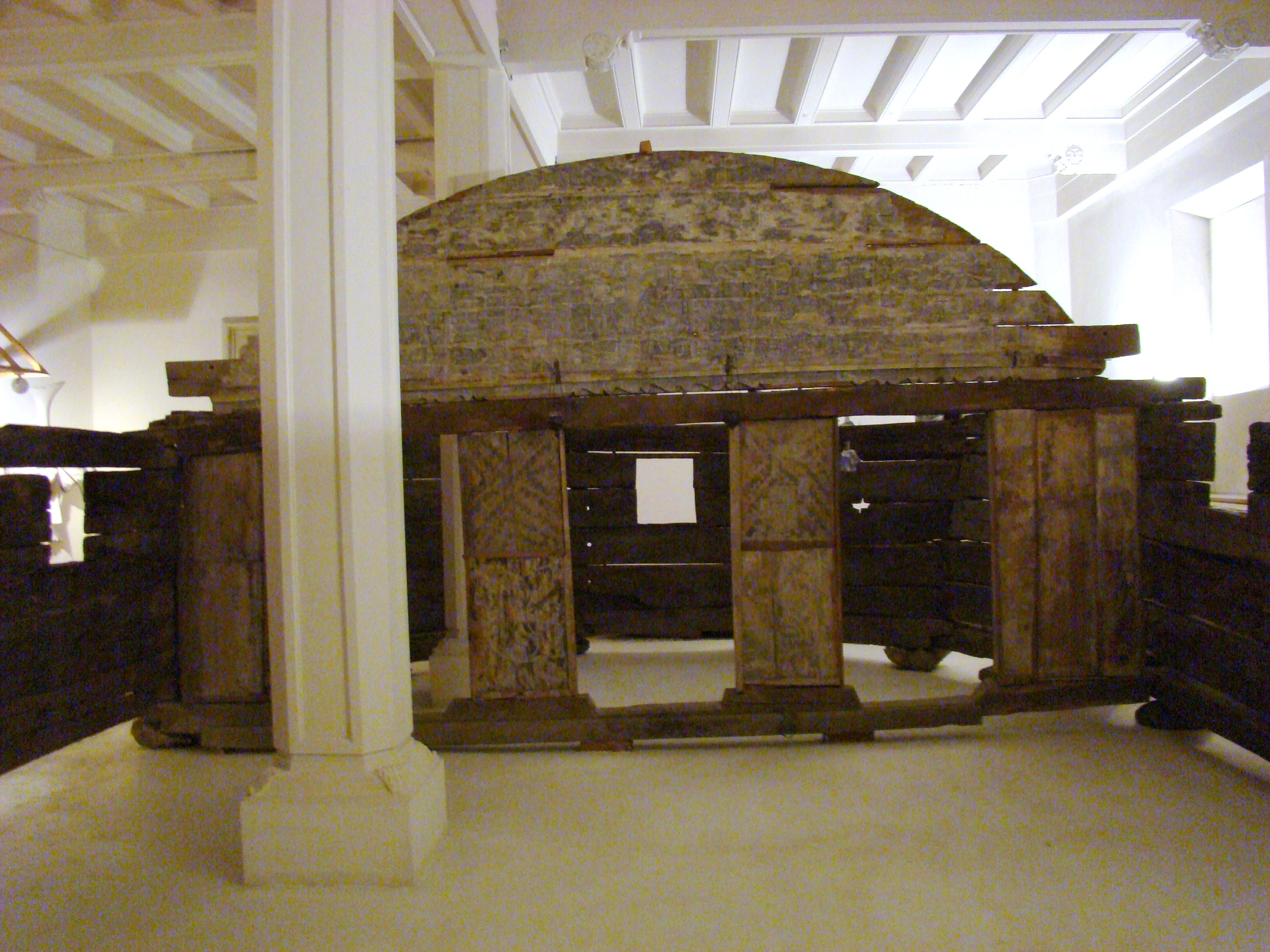
Az egykori marosnémeti román fatemplom szentélye a bukaresti néprajzi múzeumban
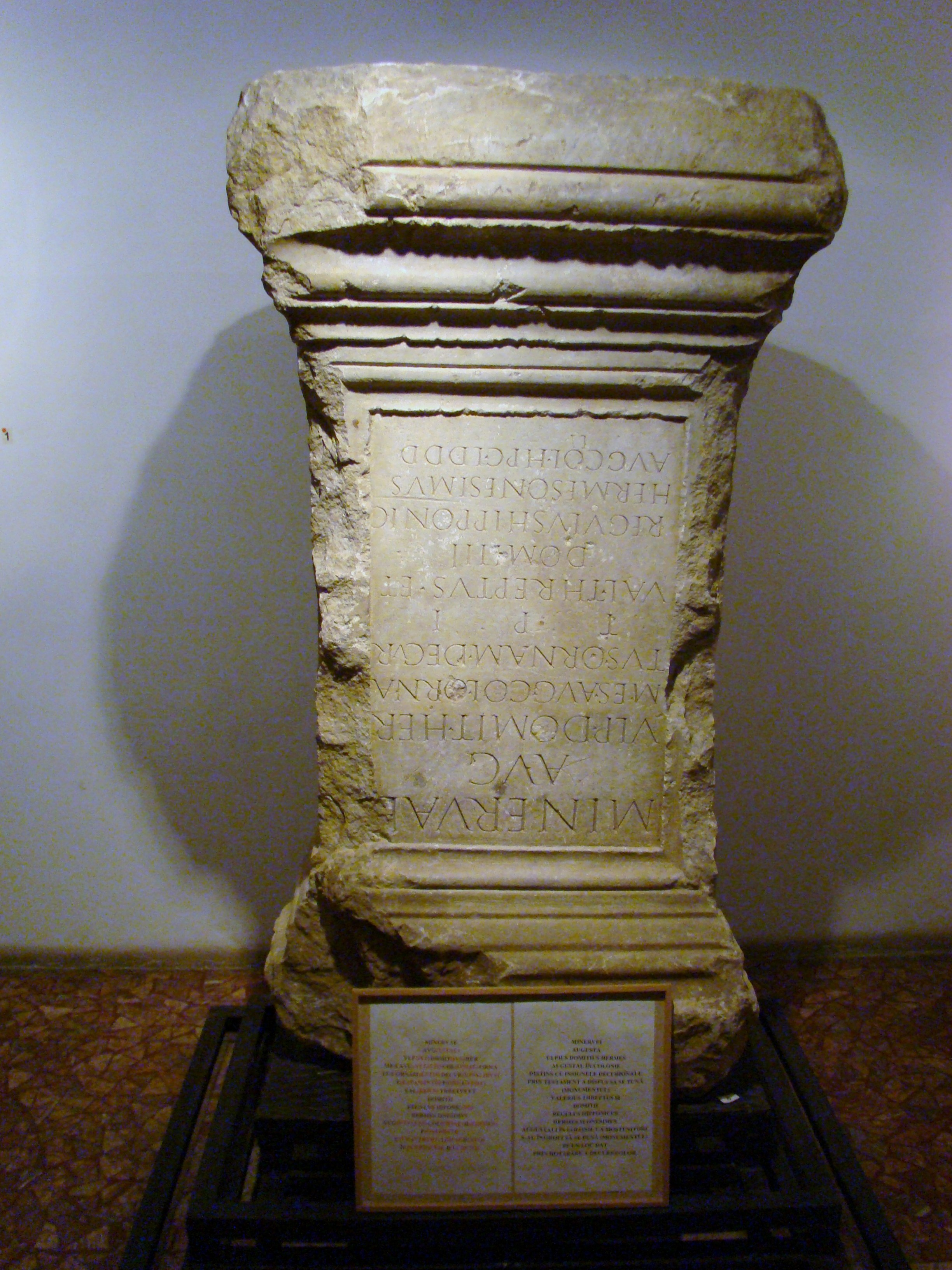
A fatemplom oltárasztalaként használt miciai feliratos kő